# 崇勳
崇勳，瓜爾佳氏，字建侯，瓜爾佳氏，鑲黃旗滿州印成佐領下人。清朝政治人物、繙譯進士。
同治三年甲子科繙譯舉人，同治四年，登繙譯進士，改翰林院庶吉士。同治七年，散館后授翰林院編修。同治十二年，任功臣館總纂。次年，授詹事府司經局洗馬、繙書房幫提調官。光緒元年，任文淵閣校理、右春坊右庶子、左庶子、日講起居注官。光緒二年，升翰林院侍講學士、侍讀學士、繙譯鄉試副考官。光緒四年，授詹事府少詹事、詹事、通政使司通政使、實錄館清文總校。光緒五年，改都察院左副都御史、稽查西四旗覺羅學。光緒六年，任滿州繙譯會試副考官。光緒十三年，授三等侍衛、索倫領隊大臣。光緒二十一年，任鴻盧寺卿、會典清文總校。光緒二十三年，署太常寺少卿。光緒二十四年，任內閣學士、以禮部侍郎銜、署工部右侍郎。光緒二十五年，以鑲黃旗漢軍副都統、刑部左侍郎銜，任科布多參贊大臣。光緒二十七年，任鑲白旗滿州副都統，署正藍旗護軍統領、禮部右侍郎。光緒三十年，任紫禁城騎馬。光緒三十一年，任考試繙譯教習閱卷大臣、對引大臣。光緒三十二年，任鑲紅旗漢軍都統、管理新營房內官房大臣。